# Discestra actinobola
Discestra actinobola är en fjärilsart som beskrevs av Evans 1837. Discestra actinobola ingår i släktet Discestra och familjen nattflyn. Inga underarter finns listade i Catalogue of Life.